# Hrafnkelsniðjar
Hrafnkelsniðjar fue un clan familiar de la Mancomunidad Islandesa durante la Era vikinga, descendientes de Hrafnkell freysgoði de Snæfellsnes. El goðorð de Hrafnkell fue uno de los más poderosos en el siglo X. Según las sagas el clan estaba consagrado al culto a Freyr y los descendientes que ostentaban la titularidad del goðorð posiblemente siguieron con esa tradición desde la hacienda en Hrafnkellsstaðir.

## Genealogía
- Hrafnkell freysgoði
  - Þórir Hrafnkelsson (n. 925), que tuvo dos hijos:
    - Áslaug Þórisdóttir (n. 955)
    - Hrafnkell Þórisson,[2] que tuvo tres hijos:[3]
      - Guðný Hrafnkelsdóttir (n. 1004)
      - Þórir Hrafnkelsson (n. 1002)
      - Sveinbjörn Hrafnkelsson (n. 1000)
        - Þorsteinn Sveinbjörnsson (n. 1038)
          - Bótólfur Þorsteinsson (n. 1060), que aparece como un personaje secundario de la saga Vápnfirðinga.[4]